# Сократ Лафазановски
Сократ Лафазановски (на македонска литературна норма: Сократ Лафазановски) е художник и балетен сценограф от Северна Македония.

## Биография
Роден е на 11 септември 1939 година в Гърция, в село Въмбел, Костурско (Егейска Македония). По време на Гражданската война в Гърция бяга със семейството си в Румъния. В Букурещ завършва приложно художествено училище и балетно училище, а по-късно получава диплома и по портретна живопис от Педагогическата академия в Скопие.
Четиринадесет години работи като сценограф в операта в Брашов (Румъния) и в Македонския народен театър в Скопие. Като сценограф има поставени над 25 опери, оперети, класически балети и детски постановки. Работел е и като художествен педагог.
Лафазановски има около 1200 картини в масло, акварел и пастел. Член е на Дружеството на художниците на Република Македония.